# Ficha de datos de seguridad

Símbolo de líquido inflamable o altamente inflamable de acuerdo con la directiva 67/548/EWG de la Comunidad Europea.

Una ficha de datos de seguridad (FDS) (en inglés, Safety Data Sheet o SDS) es un documento que indica las particularidades y propiedades de una determinada sustancia para su uso más adecuado. El principal objetivo de esta hoja es proteger la integridad física del operador durante la manipulación de la sustancia.
Esta hoja o ficha contiene las instrucciones detalladas para su manejo y persigue reducir los riesgos laborales y medioambientales. Está pensada para indicar los procedimientos ordenadamente para trabajar con las sustancias de una manera segura. Las fichas contienen información física del producto como, por ejemplo, su punto de fusión, punto de ebullición, etc.; también incluyen su toxicidad, efectos a la salud, primeros auxilios, reactividad, almacenaje, disposición, protección necesaria y, en definitiva, todos aquellos cuidados necesarios para manejar los productos peligrosos con seguridad.El formato de estas fichas puede variar dependiendo de su fabricante o según las legislaciones de los diferentes países. 
Muchos productos incluyen obligatoriamente su ficha de seguridad en la propia etiqueta. Estas también incluyen, además de los riesgos a la salud, los riesgos medioambientales. Las etiquetas contienen diversos símbolos de peligro estandarizados para su rápida identificación y frases de riesgo y seguridad según las convenciones locales.
Las fichas de seguridad no están tanto pensadas para un consumidor general puntual como para los riesgos en el trabajo, ya que hay muchos productos que son utilizados diariamente por profesionales. Esto origina que los riesgos aumenten considerablemente.

## Sistema global y requisitos
El Sistema Globalmente Armonizado de Clasificación y Etiquetado de Productos Químicos proporciona una especificación estándar para las fichas de datos de seguridad. La FDS sigue un formato de 16 secciones armonizado internacionalmente, y para las sustancias en particular, la FDS debe ir acompañada de un anexo que contenga escenarios de exposición para esa sustancia en particular.
Las fichas de datos de seguridad se han convertido en parte integrante del sistema del Reglamento (CE) nº 1907/2006 ( REACH ). Los requisitos originales de REACH para las fichas de datos de seguridad se han adaptado para tener en cuenta las normas de las fichas de datos de seguridad del Sistema Globalmente Armonizado (SGA) y la introducción de otros elementos del SGA en la legislación de la UE, introducidos por el Reglamento (CE) nº 1272/2008 (CLP) mediante la actualización del anexo II de REACH.
La ficha de datos de seguridad se facilitará en la lengua oficial del Estado o Estados miembros en cuyo mercado se comercialice la sustancia o mezcla, a menos que el Estado o Estados miembros interesados hayan dispuesto otra cosa (artículo 31, apartado 5, de REACH).
La Agencia Europea de Sustancias y Preparados Químicos (ECHA) ha publicado un documento de orientación sobre las fichas de datos de seguridad. 
La Organización de las Naciones Unidas (ONU) define algunos de los datos utilizados en los pasaportes de seguridad, como los números ONU utilizados para identificar determinados materiales peligrosos de forma normalizada en el tránsito internacional. 
Las fichas de datos de seguridad (FDS) son la piedra angular de la comunicación de peligros, pero incluso los profesionales experimentados pueden ser víctimas de errores comunes en el cumplimiento de las FDS. Muchas empresas ofrecen servicios de recopilación o redacción y revisión de fichas de datos de seguridad para garantizar que estén actualizadas y a disposición de los abonados o usuarios. Algunas jurisdicciones imponen el deber explícito de garantizar que cada SDS se actualiza periódicamente, normalmente cada tres o cinco años. No obstante, cuando se disponga de nueva información, la FDS deberá revisarse sin demora. Si no es posible elaborar una FDS completa, debe elaborarse una etiqueta de trabajo abreviada.